# Basement Jaxx
Basement Jaxx é uma aclamada dupla de house music do Reino Unido, formada em 1994 por Felix Buxton, e Simon Ratcliffe.

## História

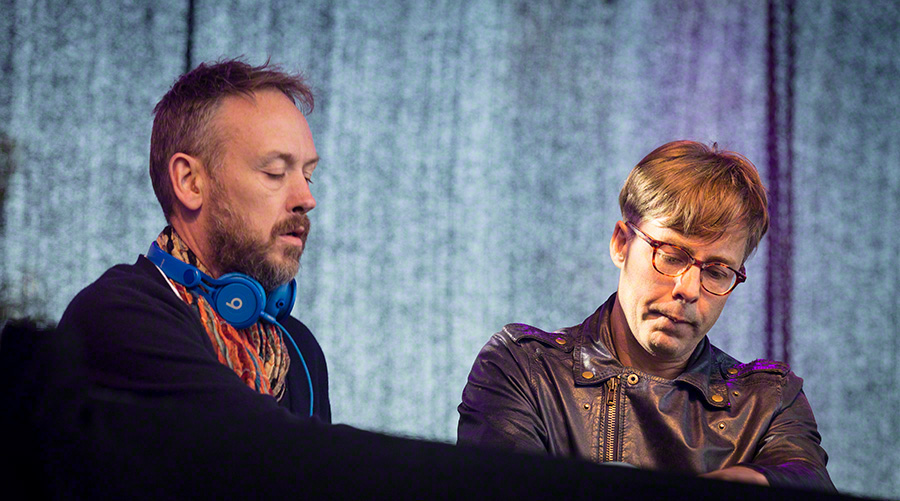
Basement Jaxx em 2016

O projeto teve início em 1994, em Brixton, ao sul de Londres, quando Simon Ratcliffe, e Felix Buxton se uniram para criar músicas que combinavam o gênero house com outros gêneros musicais como o rock de garagem, rap, reggae, entre outros. 
Suas primeiras faixas foram produzidas em um estúdio improvisado no próprio quarto de Ratcliffe, assinando em 1998, um contrato de estúdio com a XL Recordings, onde produziriam seus seis álbuns futuros. Em 1999, lançaram seu primeiro álbum, Remedy, que alcançou as primeiras posições nas rádios daquele ano com os singles "Red Alert", e "Rendez-Vu". 
O segundo álbum, Rooty, lançado em 2001, apresentou os singles "Where's Your Head At", "Do Your Thing", e "Romeo", que tiveram um alcance internacional. Já em 2003, o terceiro álbum, Kish Kash, em colaboração com Dizzee Rascal, se destacou pelo single "Lucky Star". A influência da dupla nessa época fez com que eles vencessem o prêmio na categoria 'British Dance Act' do Brit Awards por duas vezes, nas cerimônias de 2002 e 2004.
O quarto álbum, Crazy Itch Radio, lançado em 2006, contou com as participações de Martina Sorbara, Lily Allen, e Robyn. No ano seguinte, apoiaram Cyndi Lauper na composição da faixa "Rocking Chair", durante a produção do nono álbum da cantora, Bring Ya to the Brink, lançado em 2008.
No ano de 2009, o grupo lançou o álbum de estúdio Scars, que contou com a participação de Yoko Ono na faixa "Day of the Sunflowers (We March On)". Logo em seguida, no final do mesmo ano foi lançado Zephyr, um sexto álbum de estúdio composto por faixas ambiente. A princípio, a intenção do grupo era lançar um único álbum duplo, no entanto, escolheram lançar Scars de maneira independente distribuindo as faixas ambiente presentes em Zephyr como um trabalho sequente.
Em 2014, o grupo lançou Junto, o sétimo álbum de estúdio, que teve sua produção iniciada três anos antes. No seu lançamento, o single "Never Say Never" destacou-se no álbum, alcançando o primeiro lugar na tabela Dance Club Songs da Billboard, nos Estados Unidos.
Além de suas produções próprias, a dupla também já atuou em remixagens para vários artistas como Justin Timberlake, e Kylie Minogue.
Em 2013, o integrante Felix Buxton fez uma partcipação na abertura da 27ª temporada de Never Mind the Buzzcocks.

## Discografia

### Álbuns de estúdio
- 1999 - Remedy
- 2001 - Rooty
- 2003 - Kish Kash
- 2006 - Crazy Itch Radio
- 2009 - Scars
- 2009 - Zephyr
- 2014 - Junto

### Coleções (Compilações)
- 1997 - Atlantic Jaxx Recordings: A Compilation
- 2000 - Jaxx Unreleased
- 2005 - Basement Jaxx: The Singles
- 2006 - Atlantic Jaxx Recordings: A Compilation Vol. 2

### EPs
- 1995 - EP 1
- 1995 - EP 2
- 1995 - Summer Daze EP
- 1996 - EP 3
- 1996 - Sleazycheeks EP
- 1997 - Urban Haze
- 2001 - Xxtra Cutz
- 2001 - Span Thang EP
- 2002 - Junction EP
- 2005 - Unreleased Mixes
- 2008 - Planet 1
- 2008 - Planet 2
- 2009 - Planet 3